# 香川高等専門学校
香川高等専門学校（かがわこうとうせんもんがっこう、英称：National Institute of Technology, Kagawa College、略称：香川高専、NIT,Kagawa）は、香川県にある国立高等専門学校。

## 概要
高専の高度化再編に伴い、2009年10月1日、高松工業高等専門学校と詫間電波工業高等専門学校が統合されて香川高等専門学校となった。

## 設置学科

### 本科

#### 高松キャンパス
- 機械工学科
- 電気情報工学科
- 機械電子工学科
- 建設環境工学科

#### 詫間キャンパス

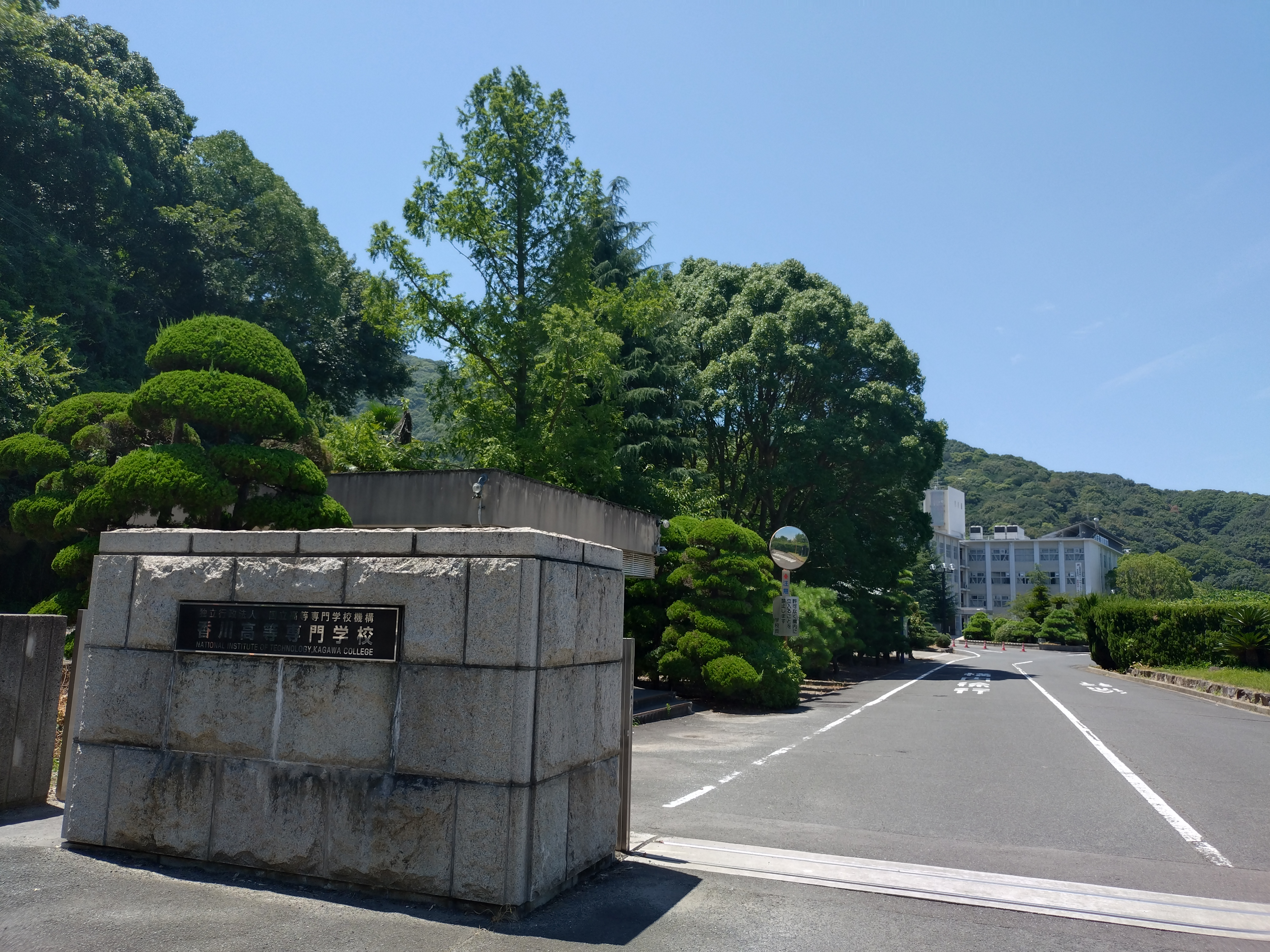
詫間キャンパス（三豊市）

- 通信ネットワーク工学科
- 電子システム工学科
- 情報工学科

### 専攻科
- 創造工学専攻
  - 機械工学コース
  - 電気情報工学コース
  - 機械電子工学コース
  - 建設環境工学コース
- 電子情報通信工学専攻

## 学生生活

### 学生祭
- 高松キャンパス皆楽祭（かいらくさい）は、学生が企画や無料バスなどの準備・運営をすべて行っている。毎年豪華なビンゴ大会が行われ、本夜祭では名物の秋花火（打ち上げ花火）が行われる。
- 詫間キャンパス電波祭

### ロボットコンテスト
詫間キャンパスは詫間電波高専時代からロボコン全国大会入賞常連校である。高専ロボコン2009 DANCIN' COUPLEでは通算4度目の優勝を果たした。また、2019年に開催された全国大会でも優勝を果たしていて通算5度の優勝は全国最多記録である。

### プログラミングコンテスト
詫間キャンパスは第20回全国高専プログラミングコンテストの自由部門で、文部科学大臣賞・最優秀賞・情報処理学会若手奨励賞を、課題部門で特別賞を受賞した。2010年現在8年連続入賞中である。
高松キャンパスは第22回全国高専プログラミングコンテストの課題部門で最優秀賞を受賞した。